# Арнек
Арнек (фр. Arnèke) насеље је и општина у североисточној Француској у региону Север-Па д Кале, у департману Север која припада префектури Денкерк.
По подацима из 2011. године у општини је живело 1.598 становника, а густина насељености је износила 119,16 становника/km². Општина се простире на површини од 13,41 km². Налази се на средњој надморској висини од 25 метара (максималној 50 m, а минималној 14 m).

## Демографија
| 1962. | 1968. | 1975. | 1982. | 1990. | 1999. | 2011. |
| ----- | ----- | ----- | ----- | ----- | ----- | ----- |
| 1.196 | 1.256 | 1.390 | 1.474 | 1.568 | 1.549 | 1.598 |